# Ash Wednesday : Le Mercredi des Cendres
Pour plus de détails, voir Fiche technique et Distribution.
Ash Wednesday : Le Mercredi des Cendres (Ash Wednesday) est un film américain écrit et réalisé par Edward Burns, sorti en 2002.

## Fiche technique
- Titre original : Ash Wednesday
- Titre français : Ash Wednesday : Le Mercredi des Cendres
- Réalisation et scénario : Edward Burns
- Musique : David Shire
- Pays d'origine :  États-Unis
- Format : couleur - 1,85:1
- Genre : drame
- Durée : 99 minutes
- Date de sortie : 2002

## Distribution
- Edward Burns : Francis Sullivan
- Elijah Wood : Sean Sullivan
- Rosario Dawson : Grace Quinonez
- Oliver Platt : Moran
- James Handy : Père Mahoney
- Brian Burns : Cousin Mike Moran
- Vincent Rubino : Vinny Boombata
- James Michael Cummings : J.C.
- Pat McNamara : Murph
- John DiResta : Pete
- Malachy McCourt : Whitey
- Peter Gerety : Oncle Handy
- Brian Delate : Crazy George Cullen
- Joe Lisi